# Nigel Hitchcock

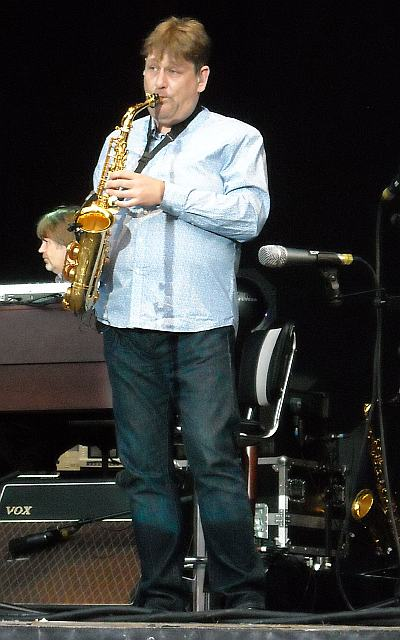
Nigel Hitchcock (Konzert von Mark Knopfler in Dresden am 4. Juli 2013)

Nigel Hitchcock (* 4. Januar 1971 in Rustington, England) ist ein britischer Jazzmusiker (Altsaxofon, Flöte) und Komponist.

## Biografie
Hitchcock begann mit sechs Jahren Blockflöte und mit acht Jahren Altsaxofon zu spielen. 1982 schloss er sich mit seinem älteren Bruder Clive dem National Youth Jazz Orchestra an. Ab 1983 war er dort für fünf Jahre Lead-Altsaxofonist. Während dieser Zeit ging das Orchester mit  Vic Damone, Buddy Greco und Al Martino auf Tournee. Mit 16 Jahren zog er nach London und arbeitete als Sessionmusiker, nahm Fernseh-Jingles, Film-Soundtracks und Popsolos auf.
Bereits 1988 wurde er zum SWR New Jazz Meeting eingeladen. 1989 wurde er Mitglied des Saxofon-Quartetts Itchy Fingers. Mit dieser Band tourte er 18 Monate durch Europa und Südostasien. Mit Itchy Fingers erhielt Hitchcock mehrere Auszeichnungen: den Schlitz Award als bester Newcomer, den Cleo Laine Personal Award als bester Nachwuchsmusiker und den Pat Smythe Trust Award. Er verließ die Band, um verstärkt als Studiomusiker und im Popgenre weiterzuarbeiten. Daneben leitete er eine eigene Band, mit der er mehrere Alben, zuerst Snake Ranch Sessions (2000), aufnahm; weiterhin gehörte er zum Mask Orchestra von Colin Towns und zur Bigband von Stan Sulzmann. 2006 komponierte er ein klassisches Werk für ein Orchester in Kasachstan.
Hitchcock spielte unter anderem mit Tom Jones, Wet Wet Wet, Beverley Craven, Ray Charles, Robbie Williams, Karl Jenkins (In These Stones Horizons Sing), Incognito und Mark Knopfler zusammen. Er ist mit der Saxophonistin Tini Thomsen verheiratet.

## Diskografie

### Jazz
- Smoothitch (Eight Inch Clock, 2012)
- Memory of the Heart (RCA, 2008)
- Snake Ranch Sessions (Black Box 2000)

als Sideman
- Clark Tracey / Stability - Linn Records AKD159 - 2001
- Colin Towns Mask Orchestra / Another Think Coming - Provocateur PVC1028
- Richard Niles / Club Deranged - Nucool NC0001 - 1999
- Franc O’Shea / Esprit - Alltone ALFO 003 - 1999
- Kate Dimbleby / Good Vibrations - Black Box BBJ1004 - 1998
- Don Weller Big Band / Live - 33 Records 33jazz032 - 1997
- Colin Towns Mask Orchestra / Nowhere & Heaven - Provocateur PVC 1013 - 1996
- Laurence Cottle / Live! - Jazzizit JITCD9504 - 1995
- Paul Spong / Holdin' On Big - Bat BBM 9501 - 1995
- Clark Tracey / Full Speed Sideways - 33 Records 33Jazz018 - 1994
- Guy Barker's Extravaganza / Isn't It? - Spotlite SPJ-CD 545 - 1993
- Laurence Cottle / Five Seasons - WAD CD 001 - 1992
- Claire Martin / Devil May Care - Linn AKD021 - 1993
- Masque (Niki Falzon) / Twilight Moods - MASQUE 9361 - 1992
- Itchy Fingers / Live - Enja 6076 2 - 1991
- Sax Appeal / Flat Out - HEP CD 2050 - 1991
- Tony Crombie & Friends / Renaissance - CDREN 001 - 1989

### Pop
- Swing Out Sister/ Somewhere Deep in the Night - Universal UICE-1010 / 2001
- Jamiroquai/ A Funk Odyssey - Sony 5040692 2001
- Joe Cocker / No Ordinary World - EMI - 1999
- Gary Barlow / 12 Months 11 Days - BMG - 1999
- Barbara Windsor / You've Got A Friend - Telstar TVCD3034 - 1999
- Richard Ashcroft / „Money To Burn“/BMG - 1999
- Boyzone / Shooting Star - Polydor 5691672 1998
- Kym Mazelle / Young Hearts Run Free - EMI CDEM 488 - 1998
- Lutricia McNeal / „Someone Loves You Honey“ - Wildstar CDWild9 - 1998
- Spice Girls / Lady is a Vamp - 1998
- Spice Girls+Echo & the Bunnymen / England Forever - London LONCD 414 - 1998
- Robbie Williams / „Let Me Entertain You“ - Chrysalis CDCHS 5080 - 1998
- Brand New Heavies / Close to You - 1997
- Shane Richie / The Album - Polygram TV 539 495-2 - 1997
- Shakatak / Let The Piano Play - CD INZ 5 - 1997
- Ray Charles / Strong Love Affair - Qwest 9362-46107-2 - 1996
- Hue & Cry / Jazz not jazz - Linn akd057 - 1996
- Kavana / Crazy Chance - Virgin 7243 89351828 - 1996
- Adiemus / Songs of the sanctuary - Virgin vjcp-25180 - 1995
- Alejandro Sanz / 3 - wea 0630 10122-2 - 1995
- Boo Radleys / „Wake Up Boo!“ - Creation CRECD179 - 1995
- Cher / It's a mans world - wea 0630-12670-2 - 1995
- Linda Lewis / For Love Sake - Turpin tpn-1CD - 1995
- Sax Moods / Capture the Spirit - Dino DINCD106 - 1995
- Take That / Nobody Else - RCA 74321 279092 - 1995
- Teenage Fanclub / Grand Prix - Creation CRECD173 - 1995
- Carleen Anderson / Nervous Breakdown - Circa 7243 8 9229127 - 1994
- Tom Jones / The lead and how to swing it - Interscope 6544926492 - 1994
- Michael Ball / One Careful Owner - Columbia 477280 2 - 1994
- Rick Astley / Body & Soul - BMG 74321156332 - 1993
- Kate Bush / The Red Shoes - EMI 7243 8 27277 2 9 - 1993
- Right Said Fred / Sex and Travel - Tug SnogCD2 - 1993
- Kenny Thomas / Wait for me - Cooltempo 7243 8 27209 2 8 - 1993
- The Wonder Stuff / Construction for the Modern Idiot - Polydor 519894-2 - 1993
- The Beloved / Conscience - East-West 4509-91483-2 - 1992
- Magic Garden / Another Way - Blue Triangle 01 - 1992
- Jimmy Nail / Growing Up In Public - East-West 4509-90144-2 - 1992
- Swing Out Sister / Get in Touch with Yourself - Fontana 512241-2 - 1992
- Father Father / We are all so very happy - Go Discs 828 258-2 - 1991
- Moody Blues / Keys of the Kingdom - Polydor 849-443-2 - 1991
- London Symphony Orchestra / Classic Rock-Wind of Change - Columbia MoodCD19 - 1991
- The Pasadenas / Love Thing - CBS CD PASA 4 - 1990
- The Pasadenas / Elevate / Columbia - 467023.2 - 1990
- Sugarcubes / Here Today, Tomorrow Next Week! - One Little Indian tplp15CD - 1989

### Soundtracks
- Chris Young / The Man Who Knew Too Little (Soundtrack) - Varese Sarabande 5886 - 1997
- Mark Isham / Cool World (movie soundtrack) - Varese Sarabande VSD-5382 - 1992